# Guet-apens (album)
 (octobre 2017).
Si vous disposez d'ouvrages ou d'articles de référence ou si vous connaissez des sites web de qualité traitant du thème abordé ici, merci de compléter l'article en donnant les références utiles à sa vérifiabilité et en les liant à la section « Notes et références ».
Pour les articles homonymes, voir Guet-apens.
Albums de Ange
Tome VI : Live 1977
(1977) Vu d'un chien
(1980)
Guet-apens est le sixième album studio du groupe français de rock progressif Ange, réalisé en 1978.

## Historique
L’album est enregistré en 1978 au Studio 20 (près d’Angers) par Richard Loury. Conçu deux ans après Par les fils de Mandrin ce disque se trouve confronté à la tourmente de la vague punk apparue un an plus tôt. Le groupe a par ailleurs subi un sérieux lifting puisque guitare et basse sont remplacées. 
On retrouve toujours le son typique des précédents albums, mais on note un changement dans la nature des textes lesquels n’évoquent plus l’ère médiévale chère au groupe de Belfort mais des histoires plus « contemporaines ».
Christian Décamps, toujours habité par ces textes crie, hurle ou gémit tandis que les nappes de synthétiseurs de Francis sont toujours bien présentes. L’intérieur de la pochette du vinyle offre un jeu de l’oie, idée proposée par Mike Lécuyer et Christian Décamps et mise en forme par Hervé Bréal, manager du groupe à l’époque (comme indiqué sur le carton de jeu).
La pochette du disque représente un homme en costume jouant au bilboquet avec la Terre et, dans le recoin, en bas à gauche de la pochette, un homme préhistorique l'attend, armé d'une massue. La pochette intérieure, entièrement verte, figurant le fond vert d’un tableau noir, comporte les paroles des chansons et un dessin à la craie, représentant un visage féminin vu de profil dont la chevelure est composée d'un pénis et de ses testicules.

## Titres
| Face 1 | Face 1                    | Face 1                     | Face 1 | Face 1 | Face 1 | Face 1 | Face 1 | Face 1 | Face 1 |
| No     | Titre                     | Auteur                     | Durée  |        |        |        |        |        |        |
| ------ | ------------------------- | -------------------------- | ------ | ------ | ------ | ------ | ------ | ------ | ------ |
| 1.     | À colin-maillard          | C. Décamps/Francis Décamps | 8:06   |        |        |        |        |        |        |
| 2.     | Dans les poches du berger | C. Décamps/J.P. Guichard   | 5:41   |        |        |        |        |        |        |
| 3.     | Un trou dans la case      | C. Décamps/Claude Demet    | 5:30   |        |        |        |        |        |        |
| 4.     | Virgule                   | C. Décamps/Claude Demet    | 1:58   |        |        |        |        |        |        |
| 21:15  |                           |                            |        |        |        |        |        |        |        |

| Face 2 | Face 2                 | Face 2                          | Face 2 | Face 2 | Face 2 | Face 2 | Face 2 | Face 2 | Face 2 |
| No     | Titre                  | Auteur                          | Durée  |        |        |        |        |        |        |
| ------ | ---------------------- | ------------------------------- | ------ | ------ | ------ | ------ | ------ | ------ | ------ |
| 1.     | Réveille-toi           | Christian Décamps/Mick Piellard | 5:25   |        |        |        |        |        |        |
| 2.     | Capitaine Cœur de Miel | C. Décamps/F. Décamps           | 14:00  |        |        |        |        |        |        |
| 19:25  |                        |                                 |        |        |        |        |        |        |        |

## Musiciens
- Christian Décamps : chant, piano, orgue Hammond
- Francis Décamps : orgue, Mellotron, effets spéciaux, chœurs
- Gérard Renard : basse, guitare acoustique
- Claude Demet : guitare solo
- Jean-Pierre Guichard : batterie, percussions